# Dormir al Sol
Dormir al Sol é um romance  do escritor argentino Adolfo Bioy Casares. A obra se insere no movimento denominado realismo mágico e sua  primeira edição foi publicada por Emecé Editores, em 1973.
Em 2010, o livro foi transposto para o cinema pelo diretor e roteirista Alejandro Chomski. O filme homônimo estreou em março de 2012, com Luis Machín no papel principal.
O próprio Casares considera a obra como aquela que mais o representa, a menos trágica e a que menos representa a dor. Nela aparecem o quotidiano familiar, o amor conjugal, a vida de bairro, a medicina, a psiquiatria, os cães de estimação. A narrativa alterna bom humor e fina ironia com uma visão crítica da vida familiar e do ambiente social, com elementos fantásticos e de suspense, compondo um retrato da vida pequeno-burguesa de Buenos Aires, ao mesmo tempo em que coloca a questão da identidade humana.  Alguns críticos têm visto o romance como uma parábola sobre a sociedade, com conotações políticas; outros, porém, consideram-no como pura criação  literária, sem uma mensagem específica.

## Argumento
Nos anos 1950, o relojoeiro Lucio Bordenave leva uma vida tranquila em Parque Chas, um bairro de Buenos Aires onde as ruas não têm esquinas e fazem círculos como num labirinto. Bordenave  conta, numa carta  a  Félix Ramos, seu amigo de infância, os momentos que viveu desde que conheceu Standle, um adestrador de cães.
A trama se desenvolve a partir das dificuldades de Bordenave em  lidar com as mudanças cada vez mais perturbadoras no caráter de sua esposa, Diana. Standle, o adestrador, convence-o a internar Diana no Instituto Frenopático, de Reger Samaniego. Em pouco tempo, Lucio  quer sua mulher de volta, mas, por uma série de motivos, o retorno de Diana é constante adiado - seja pela intrusão de sua cunhada, que tenta seduzi-lo, seja pelo sinuosos argumentos do diretor do instituto, Dr. Samaniego. Entrementes, aparece uma cachorrinha, sugestivamente chamada Diana, e Bordenave experimenta o sentimento crescente de que um estranho tráfico de almas está acontecendo à sua volta. Quando finalmente os médicos devolvem sua mulher, ela lhe parece ser uma impostora.  
O sentido do título ("Dormir al Sol") é revelado quando Reger Samaniego explica a Bordanave os diferentes métodos para facilitar o sono. O mais adequado, segundo Samaniego, consiste em imaginar um cachorro dormindo ao sol, sobre "uma balsa que navega lentamente, água abaixo, por um rio largo e tranquilo" (Emecé Editores, 1973, P. 211).